# بيير لانغ
بيير لانغ (بالفرنسية: Pierre Lang) هو سياسي فرنسي، ولد في 13 يونيو 1947 في فرنسا. حزبياً، نشط في الاتحاد من أجل حركة شعبية.

## مناصب
- انتخب نائب فرنسي عن دائرة Moselle's 6th constituency [الإنجليزية]‏ خلال فترته النيابية [الإنجليزية]‏ (20 يونيو 2007 – 19 يونيو 2012).
- انتخب رئيس بلدية [الإنجليزية]‏ Freyming-Merlebach [الإنجليزية]‏ (19 يونيو 1995 – ).
- انتخب نائب فرنسي عن دائرة Moselle's 6th constituency [الإنجليزية]‏ خلال فترته النيابية  [لغات أخرى]‏ (19 يونيو 2002 – 19 يونيو 2007).
- انتخب نائب فرنسي عن دائرة Moselle's 6th constituency [الإنجليزية]‏ خلال فترته النيابية  [لغات أخرى]‏ (2 أبريل 1993 – 21 أبريل 1997).